# アコニト (フリゲート)
アコニト（フランス語：Aconit, F 713）は、フランス海軍のラファイエット級フリゲート4番艦。艦名はトリカブトのフランス語読みに由来し、この名を受け継いだフランス軍艦としては2代目にあたる。
当初の艦名はジョーレギベリ（Jauréguiberry）が予定されていたが建造中の1996年に変更された。

## 艦歴
「アコニト」は、DCNロリアン工廠で建造され1996年8月5日に起工、1997年6月8日に進水、1999年6月6日に就役する。
建造前の1992年7月18日にシャロン＝スュル＝ソーヌと命名都市の関係を結んでいる。「アコニト」はトゥーロンに配備され海外領土や経済水域の警備の他に空母戦闘群の支援や特殊作戦および人道援助任務を担当し海洋における諸任務に当たる。
就役間も無い1998年末頃に南米への遠洋航海を開始し年末にリオデジャネイロを訪問した。1999年9月にはチュニジア・ビゼルトに寄港しチュニジア海軍と数日間に渡って合同訓練を実施した。2000年5月にイギリス海軍の補給艦フォート・ヴィクトリアなど5隻とともに約7ヶ月間にわたる世界一周航海に出る。経路はイスラエル～パキスタン・カラチ～インドネシア～シンガポール～タイ・プーケット～カンボジア・シアヌークビル～ベトナム・ホーチミン市～フィリピン～中華人民共和国・香港～日本・舞鶴港から東京港～大韓民国～アメリカ合衆国・真珠湾～ベネズエラ～イギリスに寄港し11月29日トゥーロンに帰港する。8月31日から9月4日にかけて舞鶴基地を親善訪問、9月12日から18日にかけて晴海埠頭に寄港した。
2001年にはセネガル・ダカール～コートジボワール・アビジャン～トーゴ・ロメ～ベナン・コトヌー～カメルーン・ドゥアラ～ガボン・ポールジャンティの順で西アフリカ諸国を訪問する。2002年は不法移民船の取締りを、2003年1月にはインド洋に派遣され海上阻止行動に参加する。2005年2月から7月にかけて不朽の自由作戦のためインド洋に展開する。2006年11月から2007年3月にかけて再びインド洋に展開した。2008年4月からは南米訪問し、10月にレバノン沖での監視活動のために派遣される。2009年3月にアタランタ作戦に参加するためにアデン湾に派遣される。4月にはソマリア沖2009年4月10日の事件で人質救出活動に参加し、同月27日には海上自衛隊「AOE-423 ときわ」から2008年の補給再開から数えて第100回目の洋上補給を受け、補給終了後に甲板上に居たアコニト乗組員は100回目を記念する横断幕を揚げ両艦が分離後に日本国歌を斉唱し別れた。7月下旬に任務を終えジブチから帰国の途に着く。この際に「DD-106 さみだれ」から横断幕で航海の無事安全が祈念された。
2010年10月から2011年2月までアタランタ作戦に参加するためソマリア沖・アデン湾に展開する。その後、リビアでの内戦で飛行禁止空域が設定され、国連決議に基づきフランス独自の軍事行動であるアルマッタン作戦に参加するため3月20日にトゥーロン軍港を出航しリビア沖に展開する。任務終了後の5月19日に帰港する。
2012年2月11日、アタランタ作戦に参加する。